# Serie B 2018-2019 (calcio a 5)
La Serie B 2018-2019 è stata la 21ª edizione del campionato nazionale di calcio a 5 di terzo livello e la 29ª assoluta della categoria. La stagione regolare ha preso avvio il 6 ottobre 2018 e si è conclusa il 27 aprile 2019, prolungandosi fino al 1º giugno con la disputa delle partite di spareggio.

## Regolamento
Preso atto dell'iscrizione di 82 delle 96 società aventi diritto, la Divisione ha provveduto al ripescaggio di 14 società, fissando l'organico della categoria a 96 unità. Al termine della stagione, saranno promosse in Serie A2 le vincenti dei rispettivi gironi. Ulteriori otto società saranno promosse al termine dei play-off. Retrocedono nei campionati regionali dodici squadre, le ultime classificate di ciascun girone, più le perdenti dei play-out, che coinvolgeranno le otto squadre piazzatesi all'undicesimo posto della stagione regolare.

## Girone A

### Partecipanti
Il girone A comprende sette società lombarde, quattro piemontesi e la sola Aosta a rappresentare la Valle d'Aosta. Dai campionati regionali sono stati promossi i campioni piemontesi del Futsal Savigliano e quelli lombardi del Pavia che ritornano in Serie B dopo appena una stagione dalla retrocessione in Serie C1. Il posto lasciato vacante dalla mancata iscrizione del Time Warp, ripartito dalla Serie C2, è stato colmato dall'ammissione della PGS Avis Isola. Così come il Savigliano, anche la società di Isola d'Asti è al debutto nella categoria.

### Classifica[5]
|  | Pos. | Squadra        | Pt | G  | V  | N | P  | GF  | GS  | DR  |
|  | ---- | -------------- | -- | -- | -- | - | -- | --- | --- | --- |
|  | 1.   | Saints Pagnano | 54 | 22 | 18 | 0 | 4  | 151 | 84  | +67 |
|  | 2.   | Real Cornaredo | 47 | 22 | 14 | 5 | 3  | 119 | 75  | +44 |
|  | 3.   | Carmagnola     | 40 | 22 | 12 | 4 | 6  | 83  | 67  | +16 |
|  | 4.   | Lecco          | 39 | 22 | 12 | 3 | 7  | 83  | 74  | +9  |
|  | 5.   | Aosta          | 38 | 22 | 11 | 5 | 6  | 92  | 67  | +25 |
|  | 6.   | Pavia          | 37 | 22 | 11 | 4 | 7  | 95  | 91  | +4  |
|  | 7.   | Fossano        | 30 | 22 | 10 | 0 | 12 | 71  | 88  | -17 |
|  | 8.   | Videoton Crema | 29 | 22 | 8  | 5 | 9  | 88  | 81  | +7  |
|  | 9.   | Domus Bresso   | 18 | 22 | 5  | 3 | 14 | 80  | 115 | -35 |
|  | 10.  | Bergamo        | 18 | 22 | 4  | 6 | 12 | 90  | 112 | -22 |
|  | 11.  | Savigliano     | 14 | 22 | 4  | 2 | 16 | 80  | 115 | -35 |
|  | 12.  | Avis Isola     | 12 | 22 | 3  | 3 | 16 | 59  | 122 | -63 |

### Verdetti[7]
- Saints Pagnano e, dopo i play-off, Aosta promossi in Serie A2 2019-20.
- PGS Avis Isola retrocessa nella Serie C1 del Piemonte.
- Pavia e Savigliano non iscritti al campionato di Serie B 2019-20[8].

## Girone B

### Partecipanti
Il girone B comprende otto società provenienti dal Veneto, due dal Friuli-Venezia Giulia e una ciascuna da Emilia-Romagna e Trentino-Alto Adige. Altamarca, Atesina, Imolese e Pordenone hanno vinto i rispettivi campionati regionali mentre il Sedico, sconfitto nella finale nazionale dei play-off di Serie C dalla Futsal Askl, è stato ammesso a completamento dell'organico in seguito alla rinuncia del Città di Thiene. L'Atesina è nata lo scorso anno dalla fusione tra Bassa Atesina e C5 Bolzano Futsal 2007, entrambe con un recente passato in Serie B, mentre il Sedico, già in Serie B tra il 2006 e il 2009, è stato rifondato nel 2014 dall'unione tra Bribano e Mas. L'Imolese fa ritorno nella categoria ad appena un anno di distanza dalla retrocessione in Serie C1 mentre Altamarca e Pordenone si riaffacciano ai campionati nazionali dopo un lungo digiuno: i veneti mancavano dalla stagione 2003-04, i friulani dal 2011-12.

### Classifica[5]
|  | Pos. | Squadra         | Pt | G  | V  | N | P  | GF  | GS  | DR   |
|  | ---- | --------------- | -- | -- | -- | - | -- | --- | --- | ---- |
|  | 1.   | Imolese         | 62 | 22 | 20 | 2 | 0  | 146 | 40  | +106 |
|  | 2.   | Fenice          | 51 | 22 | 15 | 6 | 1  | 99  | 58  | +41  |
|  | 3.   | Pordenone       | 34 | 22 | 10 | 4 | 8  | 105 | 83  | +22  |
|  | 4.   | Sedico          | 34 | 22 | 10 | 4 | 8  | 84  | 76  | +8   |
|  | 5.   | Vicinalis       | 33 | 22 | 10 | 3 | 9  | 85  | 81  | +4   |
|  | 6.   | Città di Mestre | 32 | 22 | 8  | 8 | 6  | 89  | 76  | +13  |
|  | 7.   | Altamarca       | 32 | 22 | 10 | 2 | 10 | 81  | 81  | 0    |
|  | 8.   | Belluno         | 24 | 22 | 7  | 3 | 12 | 71  | 73  | -2   |
|  | 9.   | Maccan Prata    | 22 | 22 | 6  | 4 | 12 | 93  | 110 | -17  |
|  | 10.  | Cornedo         | 21 | 22 | 6  | 3 | 13 | 77  | 117 | -40  |
|  | 11.  | Vicenza         | 20 | 22 | 6  | 2 | 14 | 81  | 137 | -56  |
|  | 12.  | Atesina         | 10 | 22 | 3  | 1 | 18 | 67  | 146 | -79  |

### Verdetti[7]
- Imolese e, dopo i play-off, Fenice promosse in Serie A2 2019-20.
- Vicenza retrocesso, dopo i play-out, nella Serie C1 del Veneto.
- Atesina retrocessa nella Serie C1 del Trentino-Alto Adige ma successivamente ripescata[8].

## Girone C

### Partecipanti
Il girone C comprende sei società provenienti dalla Toscana, cinque dall'Emilia-Romagna e il solo neopromosso Athletic C5 a rappresentare la Liguria. Al pari dei chiavaresi, anche la Mattagnanese ha vinto il proprio campionato regionale mentre la Pro Patria San Felice ha guadagnato la promozione attraverso i play-off nazionali. Se i toscani fanno ritorno nella categoria ad appena un anno di distanza dalla retrocessione in Serie C1, liguri e emiliani sono al debutto assoluto. Il San Giusto ha rinunciato alla Serie B per ripartire dal massimo campionato regionale; al suo posto è stata ripescata la retrocessa Elba '97. Completa l'organico l'inserimento del TorreSavio Cesena, proveniente dal girone D, ma non del Forlì che ha rinunciato alla categoria per ripartire dalla Serie C2. In seguito all'ingresso in società di Saverio Bari, l'Olimpia Regium ha affiancato alla denominazione ufficiale quella di "Reggio Emilia Calcio a 5".

### Classifica[5]
|  | Pos. | Squadra               | Pt | G  | V  | N | P  | GF  | GS  | DR   |
|  | ---- | --------------------- | -- | -- | -- | - | -- | --- | --- | ---- |
|  | 1.   | OR Reggio Emilia      | 60 | 22 | 20 | 0 | 2  | 163 | 60  | +103 |
|  | 2.   | Città di Massa        | 53 | 22 | 17 | 2 | 3  | 132 | 72  | +60  |
|  | 3.   | TS Cesena             | 41 | 22 | 12 | 5 | 5  | 95  | 63  | +32  |
|  | 4.   | Sangiovannese         | 41 | 22 | 13 | 2 | 7  | 138 | 102 | +36  |
|  | 5.   | Bagnolo               | 40 | 22 | 13 | 1 | 8  | 123 | 96  | +27  |
|  | 6.   | Sant'Agata            | 34 | 22 | 11 | 1 | 10 | 129 | 114 | +15  |
|  | 7.   | Mattagnanese          | 30 | 22 | 9  | 3 | 10 | 93  | 83  | +10  |
|  | 8.   | Pro Patria San Felice | 30 | 22 | 9  | 3 | 10 | 97  | 87  | +10  |
|  | 9.   | Poggibonsese          | 20 | 22 | 6  | 2 | 14 | 79  | 116 | -37  |
|  | 10.  | Athletic Chiavari     | 18 | 22 | 5  | 3 | 14 | 87  | 125 | -38  |
|  | 11.  | Montecalvoli          | 16 | 22 | 4  | 4 | 14 | 69  | 87  | -18  |
|  | 12.  | Elba '97              | 0  | 22 | 0  | 0 | 22 | 73  | 273 | -200 |

### Verdetti[7]
- Olimpia Regium - Reggio Emilia e, dopo i play-off, Città di Massa promossi in Serie A2 2019-20.
- Elba '97 e, dopo i play-out, Montecalvoli retrocessi nella Serie C1 della Toscana.

## Girone D

### Partecipanti
Il girone D comprende cinque società provenienti dalle Marche, due ciascuna da Abruzzo, Molise e Umbria, e il solo Faventia a rappresentare l'Emilia-Romagna. Dai campionati regionali sono stati promossi i campioni abruzzesi del Devils Chieti, che durante l'estate ha cambiato denominazione in Città di Chieti e gli ascolani della Futsal Askl che hanno guadagnato la promozione attraverso i play-off nazionali. Per compensare le rinunce di Ankon (iscritto in Serie D) e Saracena (attiva nel solo settore giovanile), rispettivamente vincitori della Serie C1 delle Marche e del Molise, nonché di Alma Juventus Fano e Sagittario Pratola (ripartite entrambe dalla Serie D), sono state ripescate la Vis Gubbio, sconfitta nella finale dei play-off dall'Akragas, e la retrocessa Real Dem. A completamento dell'organico, sono state inserite Chaminade e CUS Molise, provenienti come la Real Dem dal girone F.

### Classifica[5]
|  | Pos. | Squadra         | Pt | G  | V  | N | P  | GF  | GS  | DR   |
|  | ---- | --------------- | -- | -- | -- | - | -- | --- | --- | ---- |
|  | 1.   | Buldog Lucrezia | 47 | 22 | 15 | 2 | 5  | 99  | 68  | +31  |
|  | 2.   | CUS Ancona      | 41 | 22 | 13 | 2 | 7  | 114 | 68  | +46  |
|  | 3.   | CUS Molise      | 40 | 22 | 13 | 1 | 8  | 69  | 60  | +9   |
|  | 4.   | Città di Chieti | 37 | 22 | 11 | 4 | 7  | 92  | 92  | 0    |
|  | 5.   | Eta Beta        | 37 | 22 | 11 | 4 | 7  | 72  | 73  | -1   |
|  | 6.   | Chaminade       | 35 | 22 | 11 | 2 | 9  | 105 | 96  | +9   |
|  | 7.   | Vis Gubbio      | 32 | 22 | 10 | 2 | 10 | 113 | 101 | +12  |
|  | 8.   | Faventia        | 31 | 22 | 10 | 1 | 11 | 90  | 71  | +19  |
|  | 9.   | Askl            | 26 | 22 | 8  | 2 | 12 | 97  | 109 | -12  |
|  | 10.  | Real Dem        | 26 | 22 | 8  | 2 | 12 | 96  | 100 | -4   |
|  | 11.  | Corinaldo       | 26 | 22 | 8  | 2 | 12 | 91  | 100 | -9   |
|  | 12.  | Gadtch 2000     | 6  | 22 | 2  | 0 | 20 | 57  | 157 | -100 |

### Verdetti[7]
- Buldog Lucrezia e, dopo i play-off, CUS Molise promossi in Serie A2 2019-20.
- Gadtch 2000 retrocessa nella Serie C1 dell'Umbria.
- Città di Chieti non iscritto al campionato di Serie B 2019-20[8].

## Girone E

### Partecipanti
Il girone E comprende nove società laziali, due sarde e una umbra, la maggioranza delle quali provenienti dai campionati regionali. Infatti, Cagliari 2000 e Insieme Ferentino non hanno presentato domanda di iscrizione; la Brillante Torrino ha cessato l'attività, cedendo il proprio titolo sportivo al Club Roma Futsal; la Leonardo, retrocessa dalla Serie A2 è stata ripescata nella medesima categoria. Dai campionati regionali sono stati promossi Italpol e Sporting Juvenia (vincitori dei due gironi di Serie C1 del Lazio) così come Foligno e Futsal Futbol Cagliari, impostisi in quello umbro e quello sardo. A completamento dell'organico sono state ammesse Aemme Savio, Fortitudo Pomezia e United Aprilia. Eccetto il Foligno, la cui ultima partecipazione risaliva alla stagione 2014-15, le altre sette società sono al debutto assoluto nella categoria. Perfino la Roma Futsal, che nei primi anni 2000 disputò quattro campionati consecutivi in Serie A e uno di Serie A2, non ha mai militato nella categoria, essendo ripartita dalla Serie D dopo la rifondazione del 2009. A causa del mancato versamento da parte della società Club Roma Futsal dell'importo relativo ad una riscossione coattiva, il commissario di campo negava la disputa dell'incontro Club Roma Futsal-Active Network (19ª giornata). Il giudice sportivo comminava alla società capitolina la perdita della gara col punteggio di 0-6 nonché la penalizzazione di un punto in classifica.

### Classifica[5]
|  | Pos. | Squadra           | Pt | G  | V  | N | P  | GF  | GS  | DR   |
|  | ---- | ----------------- | -- | -- | -- | - | -- | --- | --- | ---- |
|  | 1.   | Italpol Roma      | 61 | 22 | 20 | 1 | 1  | 133 | 36  | +97  |
|  | 2.   | FFC Cagliari      | 53 | 22 | 17 | 2 | 3  | 117 | 47  | +70  |
|  | 3.   | Active Network    | 51 | 22 | 17 | 0 | 5  | 116 | 49  | +67  |
|  | 4.   | Fortitudo Pomezia | 44 | 22 | 14 | 2 | 6  | 113 | 58  | +55  |
|  | 5.   | Atletico New Team | 36 | 22 | 12 | 0 | 10 | 90  | 85  | +5   |
|  | 6.   | Aemme Savio       | 35 | 22 | 11 | 2 | 9  | 82  | 78  | +4   |
|  | 7.   | United Aprilia    | 34 | 22 | 11 | 1 | 10 | 104 | 84  | +20  |
|  | 8.   | Forte Colleferro  | 22 | 22 | 7  | 1 | 14 | 59  | 88  | -29  |
|  | 9.   | Sporting Juvenia  | 19 | 22 | 6  | 1 | 15 | 65  | 97  | -32  |
|  | 10.  | Club San Paolo    | 18 | 22 | 6  | 0 | 16 | 61  | 116 | -55  |
|  | 11.  | Foligno           | 9  | 22 | 3  | 0 | 19 | 66  | 145 | -79  |
|  | 12.  | Roma Futsal       | 8  | 22 | 3  | 0 | 19 | 74  | 197 | -123 |

### Verdetti[7]
- Italpol e, dopo i play-off, Active Network promossi in Serie A2 2019-20.
- Club Roma Futsal e, dopo i play-out, Foligno retrocessi nei campionati regionali.
- Aemme Savio e Atletico New Team non iscritti al campionato di Serie B 2019-20[8].

## Girone F

### Partecipanti
Il girone F comprende sei società campane e altrettante società pugliesi. L'organico risulta profondamente rinnovato poiché delle partecipanti all'edizione precedente figurano solamente Canosa, Capurso, Giovinazzo e Manfredonia. Alma Salerno, Fuorigrotta, Lausdomini e Volare Polignano provengono infatti dal girone G mentre i napoletani del Real San Giuseppe e le Aquile Molfetta hanno vinto il rispettivo campionato regionale. Lo Junior Domitia, con sede a Castel Volturno, è stato ripescato dalla Serie C1 campana a completamento dell'organico; dalla medesima categoria proviene il Futsal Parete che durante l'estate ha rilevato il titolo dell'Athletic Football. Le tre società campane sono al debutto nella categoria mentre l'Aquile Molfetta torna nella categoria a cinque anni dalla rifondazione (l'ultima partecipazione risale all'edizione 2012-13 come "Real Molfetta"). In questa stagione il Lausdomini sconta la penalizzazione di 3 punti per aver schierato, in un incontro della Coppa Campania della stagione 2014-15, un giocatore non tesserato e privo della certificazione di idoneità sportiva.

### Classifica[5]
|  | Pos. | Squadra           | Pt | G  | V  | N | P  | GF  | GS  | DR  |
|  | ---- | ----------------- | -- | -- | -- | - | -- | --- | --- | --- |
|  | 1.   | Fuorigrotta       | 56 | 22 | 18 | 2 | 2  | 108 | 45  | +63 |
|  | 2.   | Real San Giuseppe | 56 | 22 | 18 | 2 | 2  | 113 | 59  | +54 |
|  | 3.   | Aquile Molfetta   | 38 | 22 | 12 | 2 | 8  | 93  | 77  | +16 |
|  | 4.   | Manfredonia       | 38 | 22 | 11 | 5 | 6  | 87  | 61  | +26 |
|  | 5.   | Lausdomini        | 36 | 22 | 12 | 3 | 7  | 109 | 71  | +38 |
|  | 6.   | Giovinazzo        | 33 | 22 | 10 | 3 | 9  | 88  | 81  | +7  |
|  | 7.   | Junior Domitia    | 27 | 22 | 7  | 6 | 9  | 75  | 96  | -21 |
|  | 8.   | Parete            | 26 | 22 | 8  | 2 | 12 | 83  | 104 | -21 |
|  | 9.   | Canosa            | 22 | 22 | 7  | 1 | 14 | 84  | 103 | -19 |
|  | 10.  | Capurso           | 21 | 22 | 6  | 3 | 13 | 80  | 106 | -26 |
|  | 11.  | Alma Salerno      | 13 | 22 | 3  | 4 | 15 | 67  | 116 | -49 |
|  | 12.  | Volare Polignano  | 10 | 22 | 3  | 1 | 18 | 50  | 118 | -68 |

### Verdetti[7]
- Fuorigrotta e, dopo i play-off, Manfredonia promossi in Serie A2 2019-20.
- Volare Polignano retrocesso nella Serie C1 della Puglia.
- Real San Giuseppe ripescato in Serie A2 2019-20; Lausdomini non iscritto al campionato di Serie B 2019-20[8].

## Girone G

### Partecipanti
Il girone G comprende cinque società lucane, quattro pugliesi e tre calabresi. Rispetto all'edizione precedente, solamente Bernalda, New Taranto e Or.Sa. Aliano sono state confermate nell'organico. Altamura e Ruvo provengono dal girone F mentre il Farmacia Centrale Paola dal girone H. Dallo stesso girone sarebbe dovuto arrivare il Real Rogit, che è stato tuttavia ripescato in Serie A2. La metà delle società proviene dai campionati regionali: il Guardia Perticara ha conquistato la Serie C1 della Basilicata; il Città di Bisignano ha vinto i play-off nazionali; Diaz Bisceglie, Futura Matera, La Sportiva Traforo (con sede a Rossano) e Real Team Matera sono stati ripescati. Quest'ultima è la sola società ad aver già esperienza nella categoria alla quale mancava dalla stagione 2014-15.

### Classifica[20]
|  | Pos. | Squadra            | Pt | G  | V  | N | P  | GF  | GS  | DR  |
|  | ---- | ------------------ | -- | -- | -- | - | -- | --- | --- | --- |
|  | 1.   | Città di Bisignano | 53 | 22 | 17 | 2 | 3  | 117 | 68  | +49 |
|  | 2.   | Bernalda           | 49 | 22 | 15 | 4 | 3  | 138 | 96  | +42 |
|  | 3.   | Traforo            | 46 | 22 | 15 | 4 | 4  | 97  | 53  | +44 |
|  | 4.   | Ruvo               | 34 | 22 | 11 | 1 | 10 | 85  | 119 | -34 |
|  | 5.   | Altamura           | 32 | 22 | 10 | 2 | 10 | 96  | 88  | +8  |
|  | 6.   | Paola              | 30 | 22 | 9  | 3 | 10 | 82  | 86  | -4  |
|  | 7.   | New Taranto        | 30 | 22 | 10 | 0 | 12 | 94  | 101 | -7  |
|  | 8.   | Futura Matera      | 27 | 22 | 8  | 3 | 11 | 89  | 87  | +2  |
|  | 9.   | Or.Sa. Aliano      | 26 | 22 | 8  | 2 | 12 | 73  | 89  | -16 |
|  | 10.  | Real Team Matera   | 25 | 22 | 7  | 4 | 11 | 98  | 106 | -8  |
|  | 11.  | Guardia Perticara  | 16 | 22 | 5  | 1 | 16 | 76  | 120 | -44 |
|  | 12.  | Diaz Bisceglie     | 14 | 22 | 4  | 2 | 16 | 57  | 89  | -32 |

### Verdetti[7]
- Città di Bisignano promosso in Serie A2 2019-20.
- Traforo promosso, dopo i play-off in Serie A2, rinuncia all'iscrizione; Altamura, Farmacia Centrale Paola, Guardia Perticara e Ruvo non iscritti al campionato di Serie B 2019-20. Diaz retrocessa nella Serie C1 della Puglia ma successivamente ripescata[8].

## Girone H

### Partecipanti
Il girone H comprende nove società siciliane e tre calabresi. Dai campionati regionali sono stati promossi: Futsal Polistena, vincitore della Serie C1 calabrese; i palermitani della Mabbonath e l'Arcobaleno Ispica, impostisi rispettivamente nel girone A e nel girone B della Serie C1 siciliana; gli agrigentini dell'Akragas, vincitori dei play-off nazionali. A completamento dell'organico è stato ripescato il Mascalucia Futsal. In questa stagione il Futsal Polistena sconta la penalizzazione di 3 punti per la violazione della clausola compromissoria da parte del presidente De Domenico, che nel corso del precedente campionato di Serie C1 querelò il presidente del Città di Cosenza, reo di aver tentato di falsare l'incontro tra le due squadre, senza passare per la giustizia sportiva. In data 6 febbraio, la Corte federale d'appello accoglieva parzialmente il ricorso presentato dalla società, riducendo a 2 i punti di penalizzazione.

### Classifica[5]
|  | Pos. | Squadra             | Pt | G  | V  | N | P  | GF  | GS  | DR  |
|  | ---- | ------------------- | -- | -- | -- | - | -- | --- | --- | --- |
|  | 1.   | Assoporto Melilli   | 59 | 22 | 19 | 2 | 1  | 136 | 50  | +88 |
|  | 2.   | Polistena           | 49 | 22 | 16 | 3 | 3  | 115 | 68  | +47 |
|  | 3.   | Mabbonath           | 47 | 22 | 15 | 2 | 5  | 109 | 81  | +28 |
|  | 4.   | Cataforio           | 43 | 22 | 13 | 4 | 5  | 113 | 66  | +47 |
|  | 5.   | Regalbuto           | 43 | 22 | 13 | 4 | 5  | 105 | 68  | +37 |
|  | 6.   | Arcobaleno Ispica   | 33 | 22 | 10 | 3 | 9  | 90  | 88  | +2  |
|  | 7.   | Mascalucia          | 26 | 22 | 8  | 2 | 12 | 74  | 94  | -20 |
|  | 8.   | Akragas             | 23 | 22 | 7  | 2 | 13 | 80  | 117 | -37 |
|  | 9.   | Polisportiva Futura | 19 | 22 | 6  | 1 | 15 | 63  | 85  | -22 |
|  | 10.  | Real Parco          | 19 | 22 | 6  | 1 | 15 | 75  | 124 | -49 |
|  | 11.  | Catania Librino     | 13 | 22 | 3  | 4 | 15 | 50  | 95  | -45 |
|  | 12.  | Mascalucia Futsal   | 5  | 22 | 1  | 2 | 19 | 38  | 112 | -74 |

### Verdetti[7]
- Assoporto Melilli e, dopo i play-off, Polistena promosso in Serie A2 2019-20.
- Catania, dopo i play-out, retrocesso nella Serie C1 della Sicilia.
- Cataforio e Regalbuto ripescati in Serie A2 2019-20; Mabbonath e Real Parco non iscritto al campionato di Serie B 2019-20; Mascalucia Futsal retrocesso nella Serie C1 della Sicilia ma successivamente ripescato[8].

## Play-off
Ai play-off sono qualificate tutte le squadre giunte dalla seconda alla quinta posizione di ciascun girone. I play-off sono articolati in due turni a eliminazione diretta, organizzati in incontri di andata e ritorno. Al termine degli incontri sarà dichiarata vincente la squadra che nelle due partite (di andata e di ritorno) avrà ottenuto il maggior punteggio ovvero, a parità di punteggio, la squadra che avrà realizzato il maggior numero di reti. Nel caso in cui queste risultino pari, gli arbitri della gara di ritorno faranno disputare due tempi supplementari di 5 minuti ciascuno. Qualora la parità sussista anche al termine di questi, si procederà all'effettuazione dei tiri di rigore.

### Primo turno
Gli incontri di andata si disputeranno il 4 maggio mentre quelli di ritorno l'11 maggio 2019 in casa della squadra meglio classificata al termine della stagione regolare. I play-off del girone D sono stati rinviati di una settimana per dare modo alla Corte d'Appello di pronunciarsi sul ricorso presentato dalla Chaminade riguardo all'incontro perso contro l'Eta Beta nell'ultimo turno della stagione regolare, decisivo per la qualificazione di entrambe le società.
| Squadra 1         | Totale | Squadra 2         | Andata | Ritorno         |
| ----------------- | ------ | ----------------- | ------ | --------------- |
| Aosta             | 11 - 6 | Real Cornaredo    | 7 - 2  | 4 - 4           |
| Lecco             | 5 - 14 | Carmagnola        | 0 - 7  | 5 - 7           |
| Vicinalis         | 3 - 9  | Fenice            | 2 - 3  | 1 - 6           |
| Sedico            | 5 - 6  | Pordenone         | 3 - 2  | 2 - 4           |
| Bagnolo           | 9 - 14 | Città di Massa    | 3 - 3  | 6 - 11          |
| Sangiovannese     | 7 - 5  | TS Cesena         | 3 - 2  | 4 - 3           |
| Eta Beta          | 3 - 1  | CUS Ancona        | 0 - 0  | 3 - 1           |
| Città di Chieti   | 4 - 11 | CUS Molise        | 3 - 2  | 1 - 9           |
| Atletico New Team | 4 - 4  | FFC Cagliari      | 1 - 0  | 3 - 4 (8-7 dcr) |
| Fortitudo Pomezia | 5 - 7  | Active Network    | 5 - 4  | 0 - 3           |
| Lausdomini        | 10 - 9 | Real San Giuseppe | 6 - 3  | 4 - 6           |
| Manfredonia       | 5 - 3  | Aquile Molfetta   | 2 - 0  | 3 - 3 (dts)     |
| Altamura          | 6 - 17 | Bernalda          | 4 - 6  | 2 - 11          |
| Ruvo              | 2 - 27 | Traforo           | 0 - 12 | 2 - 15          |
| Regalbuto         | 4 - 6  | Polistena         | 2 - 1  | 2 - 5           |
| Cataforio         | 6 - 2  | Mabbonath         | 5 - 2  | 1 - 0           |

### Secondo turno
Gli incontri di andata si sono disputati il 18 e il 19 maggio; quelli di ritorno il 24 e il 25 maggio 2019 in casa della squadra meglio classificata al termine della stagione regolare. Le otto società vincitrici sono state promosse in Serie A2. I play-off del girone D sono stati rinviati di una settimana per dare modo alla Corte d'Appello di pronunciarsi sul ricorso presentato dalla Chaminade riguardo all'incontro perso contro l'Eta Beta nell'ultimo turno della stagione regolare, decisivo per la qualificazione di entrambe le società.
| Squadra 1         | Totale | Squadra 2      | Andata | Ritorno         |
| ----------------- | ------ | -------------- | ------ | --------------- |
| Aosta             | 13 - 5 | Carmagnola     | 5 - 3  | 8 - 2           |
| Pordenone         | 4 - 6  | Fenice         | 1 - 1  | 3 - 5           |
| Sangiovannese     | 7 - 13 | Città di Massa | 7 - 4  | 0 - 9           |
| Eta Beta          | 3 - 5  | CUS Molise     | 2 - 2  | 1 - 3           |
| Atletico New Team | 3 - 4  | Active Network | 0 - 1  | 3 - 3           |
| Lausdomini        | 6 - 6  | Manfredonia    | 5 - 3  | 1 - 3 (3-6 dtr) |
| Traforo           | 9 - 8  | Bernalda       | 3 - 1  | 6 - 7           |
| Cataforio         | 7 - 8  | Polistena      | 5 - 3  | 2 - 5           |

## Play-out
Ai play-out sono qualificate le squadre giunte penultime di ciascun girone. I play-out sono articolati in incontri di andata e ritorno. Al termine degli incontri sarà dichiarata vincente la squadra che nelle due partite (di andata e di ritorno) avrà ottenuto il maggior punteggio ovvero, a parità di punteggio, la squadra che avrà realizzato il maggior numero di reti. Nel caso in cui queste risultino pari, gli arbitri della gara di ritorno faranno disputare due tempi supplementari di 5 minuti ciascuno. Qualora la parità sussista anche al termine di questi, si procederà all'effettuazione dei tiri di rigore. Gli incontri di andata si disputeranno l'11 maggio mentre quelli di ritorno il 18 maggio 2019 in casa della squadra meglio classificata al termine della stagione regolare.
| Squadra 1       | Totale  | Squadra 2         | Andata | Ritorno     |
| --------------- | ------- | ----------------- | ------ | ----------- |
| Savigliano      | 15 - 12 | Vicenza           | 12 - 5 | 3 - 7       |
| Montecalvoli    | 7 - 8   | Corinaldo         | 1 - 3  | 6 - 5       |
| Foligno         | 8 - 9   | Alma Salerno      | 6 - 5  | 2 - 4       |
| Catania Librino | 6 - 7   | Guardia Perticara | 2 - 2  | 4 - 5 (dts) |